# Spin-off
Spin-off er et begreb benyttet i forbindelse med film og tv-serier. En film eller tv-serie eller siges at være et spin-off, når den er baseret på en (bi)figur fra en eksisterende film eller serie. Det kan også forekomme, at en tegneserie er et spin-off til en tegnefilm.
Når det omhandler et computer- og konsolspil, er spin-off oftest et spil opstået fra et andet.
Det kan dog også ses i andre sammenhænge, idet en organisation eller et firma ofte opstår ved en utilsigtet bivirkning, dette kaldes også spin-out. Et produkt kan opstå som et resultat af en anden proces, f.eks. teflon-panden, der blev til efter forsøg med brandskjoldet på en rumkapsel.

## Eksempler
- Tv-serien Frasier er et spin-off af serien Cheers (Sams Bar), der havde psykiateren Frasier Crane som bifigur.
- Tv-serien Joey er et spin-off af serien Friends (Venner), hvor skuespilleren Joey Tribbiani flytter til Los Angeles for at prøve lykken der.
- Tv-serien Knots Landing (Glitter) er et spin-off af serien Dallas, hvor Ewing broderen Gary er en af hovedrolle-indehaverne
- I filmen The Scorpion King har skurken Skorpionkongen fra Mumien vender tilbage fået hoved- og helterollen.
- I tegnefilmen Lady og Vagabonden får de to titelfigurer fire hvalpe til sidst. Han-hvalpen får sin egen tegneserie Vaks.
- Science fiction-serierne Stargate Atlantis og Stargate Universe er spin-offs til Stargate SG-1.
- Science fiction-serien Star Trek: The Next Generation, der startede i 1987 (og selv var en efterfølger til Star Trek, der startede i 1966) fik spin-offs i form af serierne Star Trek: Deep Space Nine, Star Trek: Voyager, Star Trek: Enterprise og Star Trek: Discovery.